# Linguistique formelle
La linguistique formelle désigne une approche en linguistique qui consiste à modéliser les phénomènes linguistiques à l'aide de modèles formels, ou mathématiques. Par opposition, la linguistique « non formelle » décrit les phénomènes linguistiques à l'aide de métalangages non formels, le plus souvent des langages naturels.
L'approche formelle est présente dans toutes les sous-disciplines de la linguistique (à côté des approches non formelles). Elle est particulièrement présente en morphosyntaxe, avec des modèles statistiques ou bien des grammaires formelles comme les grammaires d'unification. La sémantique formelle recourt quant à elle aux logiques formelles, beaucoup plus rarement à des modèles statistiques. La phonétique recourt aussi à des modèles formels (statistiques) alors qu'il n'existe semble-t-il pas de modèles formels pour la phonologie.  